# بينافايدز
بينافايدز ويعني بالعربية ابن عبيديس (بالإسبانية: Benavides)‏ هو مغني ومغن مؤلف فنزويلي، ولد في 4 يوليو 1985.